# روبرت بي. شابيرو
روبرت بي. شابيرو (بالإنجليزية: Robert B. Shapiro)‏ هو محامي وشخصية أعمال أمريكي، ولد في 4 أغسطس 1938 في نيويورك في الولايات المتحدة.

## وصلات خارجية
- روبرت بي. شابيرو على موقع إن إن دي بي (الإنجليزية)